# Marovoay Sud
Marovoay Sud is een plaats en commune in het westen van Madagaskar, behorend tot het district Besalampy, dat gelegen is in de regio Melaky. Tijdens een volkstelling in 2001 telde de plaats 8.000 inwoners.
De plaats biedt enkel lager onderwijs aan, 60% van de bevolking werkt als landbouwer, 38% houdt zich bezig met veeteelt en 2% verdient zijn brood als visser. De belangrijkste landbouwproducten zijn rijst en raffia; ander belangrijk product zijn catechuzaden.